# Metopoceras morosa
Metopoceras morosa là một loài bướm đêm trong họ Noctuidae.